# داني كارول
داني كارول (بالإنجليزية: Danny Carroll)‏ هو سياسي أمريكي، ولد في 19 أغسطس 1953 في كولورادو سبرينغس في الولايات المتحدة. حزبياً، نشط في الحزب الجمهوري. وقد انتخب عضو مجلس نواب ولاية ايوا.